# Privoxy
Privoxy（プライヴァクシー）は、ウェブプロキシ用のプログラムであり、しばしばSquidと一緒に使われる。

## 概要
PrivoxyはInternet Junkbusterをベースにしており、GNU GPL下で公開されている。Linux、Windows、macOS、OS/2、AmigaOS、BeOS、さらにはUnix系のほとんどのOSで動作する。
プロトコルはTCPでlocalhostのポート番号8118を使用し、プライバシー保護、ウェブページのデータ改変、cookieの管理、アクセス制御、広告・バナー・ポップアップなどを選択的に除去するためのフィルタ機能を持つ。カスタマイズが可能で、スタンドアローンのシステムと複数ユーザのネットワークの両方に対応したアプリケーションを持つ。具体的な使用例については、Tor#DNS漏洩も参照。